# Famille da Correggio
Pour les articles homonymes, voir Correggio (homonymie).
 (mai 2015).
La famille da Correggio est une famille patricienne de Venise. 

## Historique

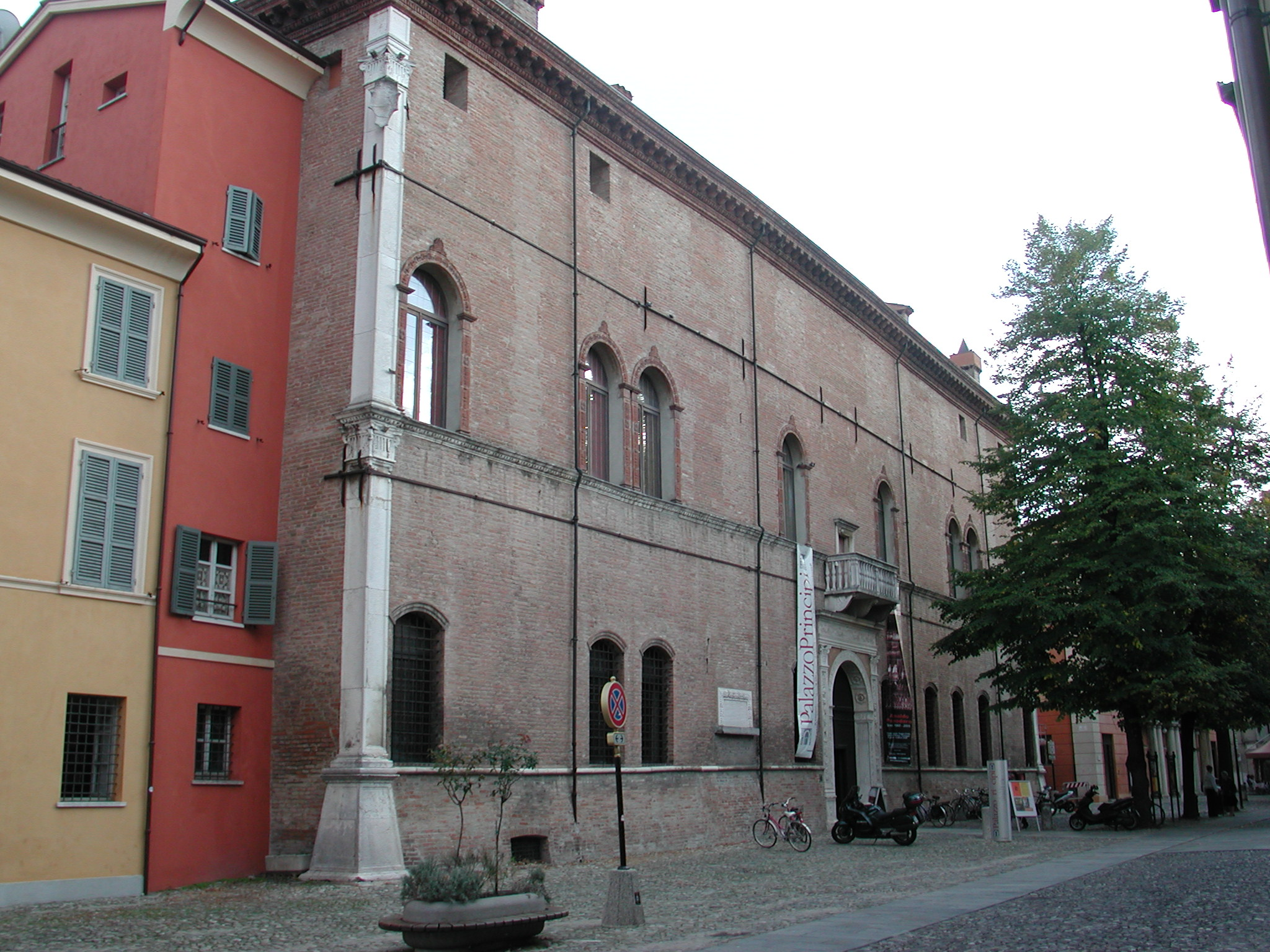
Palais des princes à Correggio

Elle descend des princes de Correggio (Italie), petite Ville-État et principauté ensuite agrégée à Modène. Un cadet de la famille s'établit à Bergame pour y faire fortune et passer en 1646 à l'ordre des familles patrices en payant la taxe due à cet effet. 
Gerolamo Correggio est créé cardinal par Pie IV et il a failli devenir pape lui-même à la mort de Pie V.

## Armes

Armes des da Correggio

Les armes des Correggio se blasonnent ainsi d'une face d'argent en champ de gueules avec la brisure d'un chef d'empire et de trois ceintures ou courroies de sable (allusion à la ville de Corregio).

## Pour approfondir